# Croton rarus
Espèce
Classification APG II (2003)
Croton rarus est une espèce de plantes à fleurs du genre Croton et de la famille des Euphorbiaceae, présente dans le Queensland en Australie.